# Caloptilia alpherakiella
Caloptilia alpherakiella là một loài bướm đêm thuộc họ Gracillariidae. Nó được tìm thấy ở phần châu Âu thuộc Nga.